# Districte d'Auch
El districte d'Auch és un dels tres districtes del departament francès del Gers a la regió d'Occitània. Està compost per 12 cantons i 154 municipis. El cap del districte és la prefectura d'Auch.

## Cantons
- Cantó d'Auch nord-est
- Cantó d'Auch nord-oest
- Cantó d'Auch sud-est-Seissan
- Cantó d'Auch sud-oest
- cantó de Colonha
- cantó de Gimont
- cantó de Jigun
- cantó de l'Illa Jordà
- cantó de Lombèrs
- cantó de Samatan
- cantó de Saramon
- cantó de Vic-Fezensac.